# Olympische Winterspiele 2002/Teilnehmer (Kamerun)
| Gelbes Symbol für Goldmedaillen mit stilisierten Olympischen Ringen | Graues Symbol für Silbermedaillen mit stilisierten Olympischen Ringen | Braundes Symbol für Bronzemedaillen mit stilisierten Olympischen Ringen |
| ------------------------------------------------------------------- | --------------------------------------------------------------------- | ----------------------------------------------------------------------- |
| —                                                                   | —                                                                     | —                                                                       |

Kamerun nahm an den Olympischen Winterspielen 2002 im US-amerikanischen Salt Lake City zum ersten und bisher einzigen Mal an Olympischen Winterspielen teil.
Für Kamerun trat ein Sportler im Skilanglauf an, dieser kam bei seinen zwei Starts jedoch nur auf hintere Ränge, in der 20-km-Verfolgung belegte er den letzten Platz.

## Übersicht der Teilnehmer

### Skilanglauf
Männer
- Isaac Menyoli
1,5 km Sprint: 65. Platz (4:10,07 min)
20 km Verfolgung: 80. Platz (45:40,3 min, nur klassisch, nicht für Freistil qualifiziert)